# Chilma
Chilma là một chi bướm đêm thuộc họ Geometridae.